# Austronuncia
Genre
Austronuncia est un genre d'opilions laniatores de la famille des Triaenonychidae.

## Distribution
Les espèces de ce genre sont endémiques d'Afrique du Sud.

## Liste des espèces
Selon World Catalogue of Opiliones (25/05/2021) :
- Austronuncia leleupi Lawrence, 1963
- Austronuncia spinipalpis Lawrence, 1931

## Publication originale
- Lawrence, 1931 : « The harvest-spiders (Opiliones) of South Africa. » Annals of the South African Museum, vol. 29, no 2, p. 341–508 (texte intégral).